# 남유정
남유정(1977년 8월 31일 ~ )은 대한민국의 성우로, 2015년 KBS 공채 40기로 입사했다.

## 주요 출연작품

### 외화
- 닥터후 시즌 10(KBS) - 주디(조슬린 브래싱턴)
- 디셉션(KBS) - 디킨스(라일라 로빈스)
- 킬러의 보디가드 2(KBS) - 크로울리(캐럴라인 구돌)

### TV
- 2016.06.05 KBS 다큐멘터리 3일 <소리로 통하다 - KBS 라디오 72시간> (KBS)

### 게임
- 쿠키런: 킹덤 - 어둠마녀 쿠키, 해설

### 라디오

#### KBS
소설극장 (KBS 3라디오)
- 2015.01.17~2015.05.07 미겔 데 세르반테스 作 <돈 끼호테>
- 2015.05.08~2015.06.28 박민규 作 <죽은 왕녀를 위한 파반느>
- 2015.06.29~2015.08.15 프레드릭 배크만 作 <오베라는 남자> (아니타)
- 2015.10.03~2015.11.26 이광수 作 <무정>
- 2015.11.27~2016.01.08 양귀자 作 <원미동 사람들 - 방울새> (윤희)
- 2016.01.09~2016.02.24 이디스 워튼 作 <순수의 시대> (엘렌)
- 2016.05.20~2016.06.27 강태식 作 <굿바이 동물원> (깐마늘)
- 2016.06.27~2016.08.07 존 차 作 <안녕, 테레사> (어머니)
- 2016.10.30~ 이재익 作 <서울대 야구부의 영광> (지은)

라디오 문학관 (KBS 라디오)
- 2015.02.15 이만교 作 <표정 관리 주식회사> (저자1)
- 2015.03.01 윤성희 作 <휴가> (할머니)
- 2015.03.29 천정완 作 <동탯국> (여 성우)
- 2015.04.19 최은미 作 <근린> (노파2)
- 2015.05.03 이평재 作 <악어패밀리> (소이)
- 2015.05.17 나경화 作 <쿙 쿙> (어머니)
- 2015.05.24 송지현 作 <흔한, 가정식 백반> (이모1)
- 2015.05.31 윤고은 作 <불타는 작품> (여인)
- 2015.06.14 손보미 作 <임시교사> (시모)
- 2015.07.05 김언수 作 <항구의 문법> (할머니2)
- 2015.07.12 윤이형 作 <러브 레플리카> (엄마)
- 2015.07.26 이승영 作 <어떤 살인사건> (여주인)
- 2015.08.02 이윤돌 作 <장마가 지는 계절> (작업 반장)
- 2015.08.30 김범석 作 <저주받은 흉가의 탄생, 혹은 종말> (미희 할머니)
- 2015.09.13 정소현 作 <어제의 일들> (할머니)
- 2015.10.18 김금희 作 <조중균의 세계> (김애자)
- 2016.05.29 조용준 作 <선릉 산책> (행인1)
- 2016.06.05 김경욱 作 <천국의 문> (어머니)
- 2016.06.12 이갑수 作 <T.O.P> (부인/ 아낙2)
- 2016.06.19 백수린 作 <중국인 할머니> (친할머니)
- 2016.07.03 이은선 作 <유리주의> (여고동창1)
- 2016.07.10 권여선 作 <층> (엄마)
- 2016.07.31 김주동 作 <조합인간> (성우)
- 2016.08.28 송시우 作 <좋은 친구> (금명자)
- 2016.09.04 홍지화 作 <드라이아이스> (도우미)
- 2016.10.23 정길연 作 <알래스카 그 후> (P)
- 2016.10.30 정미경 作 <못> (1층집 여자)

KBS 무대 (KBS 라디오)
- 2015.02.21 <통화> (여직원)
- 2015.04.04 <상어가 멈춘다> (손님2)
- 2015.04.18 <어느 쨍한 날> (앵커2)
- 2015.05.09 <아버지의 이름으로> (교감)
- 2015.05.23 <껌 뱉지 맙시다> (엄마)
- 2015.05.30 <엄마를 찾아줘> (손님)
- 2015.06.13 <햇살에 쓰는 일기> (아줌마)
- 2015.06.20 <동갈 할미꽃> (난실母)
- 2015.07.25 <두 번의 살인> (영선)
- 2015.08.08 <금혼식> (아낙1)
- 2015.08.15 <기적소리> (여 상인)
- 2015.08.29 <죽거나 죽이거나> (고깃집 점원)
- 2015.09.05 <알 찾는 뻐꾸기> (민재)
- 2015.10.02 <연극이 끝난 후> (마담)
- 2015.10.31 <미스터 노바디> (여자)
- 2015.11.28 <그녀, 웃다> (시어머니)
- 2015.12.05 <울 아빠는 아이돌> (팬2)
- 2015.12.19 <몸 빌려주는 남자> (친구)
- 2016.01.02 <둥근 달이 떴습니다> (아줌마1)
- 2016.01.16 <황혼연가> (형님)
- 2016.01.30 <더불어 갈구리> (나주댁)
- 2016.02.06 <금쪽같은 웬수> (유정)
- 2016.02.13 <이리온, 리우> (이숙)
- 2016.02.27 <컨츄리 라디오> (할머니1)
- 2016.03.19 <806호> (꼬마)
- 2016.03.26 <위층 남자> (미순)
- 2016.04.02 <엘리트 학원 구하기> (여교사)
- 2016.04.23 <삼개월 - 부제 : 나만의 그대> (민정)
- 2016.05.07 <위대한 이혼식> (유지선)
- 2016.05.21 <바담 풍, 바람 퐁> (친구1)
- 2016.05.28 <폭식을 멈추는 0번째 방법> (의사)
- 2016.06.11 <무능경찰 김반장> (창수 妻)
- 2016.06.25 <뉴스를 들려드립니다> (매니저)
- 2016.07.09 <바람이 분다> (부동산 여자)
- 2016.07.23 <날아라 변태> (한실장)
- 2016.09.03 <Over The Hill Party> (여자)
- 2016.09.17 <나비> (병덕어멈)
- 2016.09.24 <유성우 떨어지는 밤> (명자)
- 2016.10.15 <이 구역의 미친 사랑> (금주)
- 2016.10.22 <아버지를 찾아서> (유마담)
- 2016.10.29 <아싸라비아, 천억만> (여자)
- 2016.11.12 <하숙생> (미영)

라디오 극장 (KBS 라디오)
- 2015.02.01~2015.02.28 조정래 作 <인간연습>
- 2015.03.01~2015.03.31 박지리 作 <양춘단 대학 탐방기>
- 2015.04.01~2015.04.30 정유정 作 <7년의 밤>
- 2015.05.01~2015.05.31 박민규 作 <삼미슈퍼스타즈의 마지막 팬클럽>
- 2015.06.01~2015.06.30 이창훈 作 <퇴계 이황이 된 고교 일진 라이언> (나우식)
- 2015.09.01~2015.09.30 박하익 作 <선암여고 탐정단>
- 2015.10.01~2015.10.31 박수정 作 <프로젝트 S> (민여사)
- 2015.12.01~2015.12.31 서진 作 <하트브레이크 호텔> (403호)
- 2016.01.01~2016.01.31 김휘 作 <해마도시> (직원/ 여종업원/ 간호사)
- 2016.02.01~2016.02.29 도진기 作 <가족의 탄생> (권영덕)
- 2016.03.01~2016.03.31 김려령 作 <가시고백>
- 2016.04.01~2016.04.30 정아은 作 <모던하트> (윗집 여자)
- 2016.05.01~2016.05.31 정유정 作 <내 심장을 쏴라> (김연순/ 현선 母)
- 2016.06.01~2016.06.30 홍부용 作 <아빠를 빌려 드립니다> (혜령)
- 2016.08.01~2016.08.31 김종일 作 <몸> (정다혜)
- 2016.09.01~2016.09.30 이혜린 作 <열정같은 소리 하고 있네>
- 2016.10.01~2016.10.31 김호연 作 <망원동 브라더스> (연숙 아줌마)
- 2016.11.01~2016.11.30 이유선 作 <오버 더 힐 파티> (서여사)
- 2016.12.01~ 김범 作 <공부해서 너 가져> (별이 母)

다큐멘터리 역사를 찾아서 (KBS 라디오)
- 2015.08.02 <제562편 폐비 윤씨, 사약을 받다> (상궁)
- 2015.08.23 <제565편「어우동」은 음부였나 자유부인이었나> (여자1)
- 2015.09.27 <제570편 성종, 시(詩)와 술을 사랑한 군주> (왕대비)
- 2015.10.04 <제571편 대간의 세력 확장과 성종과의 갈등> (대왕비(정희왕후))
- 2016.03.13 <제594편 유희와 음행이 도를 넘다> (대비)
- 2016.04.03 <제597편 갑자사화의 서곡 - 이세좌·홍귀달 사건> (인수대비)
- 2016.04.10 <제598편 연산군, 복수의 칼을 뽑다> (대왕비)
- 2016.06.05 <제606편 경연? 홍문관? 사간원을 혁파하다> (상궁)
- 2016.06.26 <제609편 연산군의 한글탄압 - "언문사용을 금하라!"> (의녀1)
- 2016.07.24 <제613편 연산군, 시를 사랑한 폭군> (여주인)
- 2016.08.07 <제615편 중종반정> (대비)
- 2016.08.14 <제616편 중종의 왕비 신씨를 폐하다>

와이파이 초한지 (KBS 1라디오)
- 2016.05.16 <6화> (시녀3)
- 2016.05.17 <7화> (여자1/5)
- 2016.05.27 <15화> (여자3)
- 2016.05.30 <16화> (시모)
- 2016.06.01 <18화> (방사3)
- 2016.06.08 <23화> (아낙)
- 2016.06.10 <25화> (여자1)
- 2016.06.13 <26화> (할머니)
- 2016.06.15 <28화> (여치母)
- 2016.06.16 <29화> (여치母)
- 2016.06.28 <37화> (시녀2)
- 2016.06.29 <38화> (시녀2)
- 2016.06.30 <39화> (여자1)
- 2016.07.04 <41화> (여자3)
- 2016.07.13 <48화> (여자1)
- 2016.07.27 <58화> (장씨)
- 2016.08.12 <70화> (장수1)
- 2016.08.19 <75화> (여자)
- 2016.08.23 <77화> (장수1)
- 2016.09.01 <84화> (안내방송)
- 2016.09.08 <89화> (주인)
- 2016.09.19 <96화> (여의)
- 2016.09.27 <102화> (여자2)
- 2016.10.07 <110화> (군사)
- 2016.10.10 <111화> (군사)
- 2016.10.11 <112화> (출연자2)
- 2016.10.14 <115화> (부장1)

기타 (KBS 라디오)
- 2015.10.08 KBS 라디오 특별기획 <부엉이 아저씨, 음악가 이야기 좀 들려주세요!> 4편 베토벤

## 같이 보기
- 한국방송 성우극회